# AAMSA A9B-M

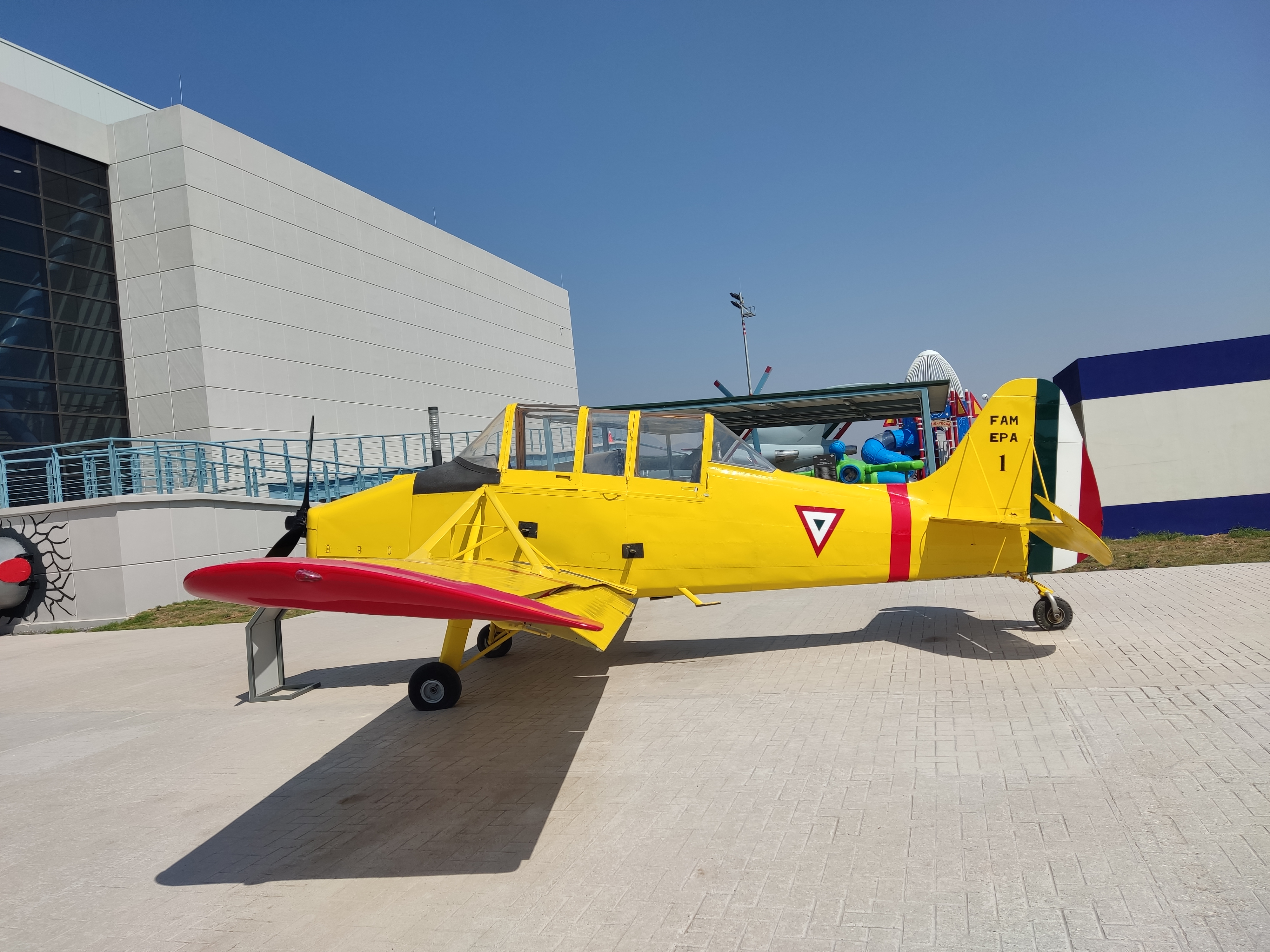
Mexican Air Force AAMSA A9B-M Quail „Naco“

Die AAMSA A9B-M Quail ist ein einsitziges Landwirtschaftsflugzeug des mexikanischen Herstellers Aeronáutica Agrícola Mexicana SA (AAMSA).

## Geschichte
Die Quail ist ursprünglich eine Entwicklung des US-amerikanischen Herstellers Call Air Inc. aus den späten 1950er Jahren und wurde dort bis zur Insolvenz des Unternehmens im Jahr 1959 gebaut. Call Air wurde 1962 von der Intermountain Manufacturing Company (IMCO) aufgekauft und die Produktion der A-9 1963 wieder aufgenommen. Gegenüber der Originalversion wurde der Rumpf um 20 cm gekürzt und der Pilot saß dann hinter dem 795 Liter fassenden Sprühmitteltank.
Von 1963 bis 1965 wurden 170 Exemplare der A-9 produziert. Es konnte eine Vielzahl unterschiedlicher Ausrüstungen an dieser Version der A-9 verwendet werden, hierzu gehörten z. B. das Transland Boom Master Sprühsystem.
IMCO selbst wurde 1966 von Rockwell International aufgekauft, wonach das Flugzeug von der Aero Commander Abteilung von Rockwell als „Quail Commander“ weiter produziert wurde. Nach einem Joint-Venture Abkommen 1971 mit Industrias Unidas und der Gründung der Aeronáutica Agrícola Mexicana SA wurde die Produktion nach Mexiko verlagert.
Die ebenfalls übernommene „Sparrow Commander“ hatte die gleiche Zelle, unterschied sich aber durch das eingesetzte Triebwerk. Die „Sparrow Commander“ war mit dem schwächeren 175 kW leistenden Originaltriebwerk ausgerüstet, während in der „Quail Commander“ die 224 kW leistende Version eingesetzt wurde. Die Produktion dieser Variante wurde bereits 1975 eingestellt. Die Produktion konzentrierte sich dann auf die „Quail Commander“, die nun als „A9B-M Quail“ bezeichnet wurde. 1980 wurden circa 40 und 1981 etwa 80 Quail gebaut. Die Produktion endete 1984.
Eine zweisitzige Version für Schulungszwecke wurde von AAMSA ebenfalls produziert; diese erhielt den Spitznamen „Naco“.

## Konstruktion
Die Quail ist ein in Gemischtbauweise konzipierter Tiefdecker. Die Tragflächen sind nach oben gegen den Rumpf abgestrebt. Die Tragflächenholme sind in Holz ausgeführt, lediglich die Flügelvorderkante ist metallbeplankt, der restliche Flügel mit Stoff bespannt. Rumpf und Leitwerk sind stoffbespannte Stahlrohrkonstruktionen, das Cockpit ist geschlossen.
Das feste Spornradfahrwerk ist mit Federstoßdämpfern für Start und Landung in schwierigem Gelände ausgerüstet. Das Triebwerk ist ein Sechs-Zylinder-Boxermotor von Avco Lycoming, der einen feststehenden, optional einen Verstellpropeller, antreibt. Standardmäßig gehörte ein Chemikalientrichter zur Ausrüstung der Maschine, auf Wunsch wurde ein Sprühsystem für flüssige oder trockene Chemikalien geliefert.
Die AAMSA Quail wurde als Bausatz in Mexiko gefertigt und von Aircraft Parts & Development Corporation in Laredo/Texas zusammengebaut und vertrieben.
Dieses Flugzeug war geeignet für alle üblichen Ansprüche der landwirtschaftlichen Nutzung. Zur Standardausrüstung gehörte ein Überrollbügel, Kabelschneider an Fahrwerk und Windschutzscheibe sowie einen Kabelablenker zwischen Kabinendach und Heckflosse. Serienmäßig waren auch die Funk- und Nachtflugausrüstung.

## Technische Daten
| Kenngröße              | IMCO CallAir A-9                                                        | AAMSA Quail                                                             |
| ---------------------- | ----------------------------------------------------------------------- | ----------------------------------------------------------------------- |
| Besatzung              | 1                                                                       | 1                                                                       |
| Länge                  | 7,32 m                                                                  | 7,32 m                                                                  |
| Spannweite             | 10,67                                                                   | 10,67                                                                   |
| Höhe                   | 2,31 m                                                                  | 2,31 m                                                                  |
| Flügelfläche           | 16,91 m²                                                                | 16,91 m²                                                                |
| Flügelstreckung        | 6,7                                                                     | 6,7                                                                     |
| Leermasse              | 726 kg                                                                  | 816 kg                                                                  |
| max. Startmasse        | 1497 kg                                                                 | 1724 kg                                                                 |
| Triebwerk              | 1 × 235 PS (175 kW) Avco Lycoming Sechs-Zylinder-Boxermotor IO-540-B2B5 | 1 × 300 PS (224 kW) Avco Lycoming Sechs-Zylinder-Boxermotor IO-540-K1A5 |
| Höchstgeschwindigkeit  | 191 km/h                                                                | 193 km/h                                                                |
| Arbeitsgeschwindigkeit | ?                                                                       | 145 bis 161 km/h                                                        |
| Dienstgipfelhöhe       | 4265 m                                                                  | 4875 m                                                                  |
| max. Reichweite        | ?                                                                       | 483 km                                                                  |